# Address the Nation
Address the Nation è il terzo album in studio della rock band svedese H.E.A.T, pubblicato nel 2012. Si tratta del primo lavoro del gruppo registrato con il nuovo cantante Erik Grönwall, che sostituisce Kenny Leckremo. È anche il primo album degli H.E.A.T ad essere pubblicato sotto la Gain/Sony Music.
Il disco è stato prodotto da Tobias Lindell, noto per aver lavorato con Europe e Hardcore Superstar.

## Il disco
L'album è stato anticipato dall'uscita del singolo Living On the Run, per cui è stato girato il primo video musicale della band.
In patria è risultato l'album degli H.E.A.T di maggior successo, grazie all'ottavo posto ottenuto nella classifica svedese. È inoltre il primo lavoro del gruppo a entrare nella classifica svizzera.
Nel gennaio del 2013, la rivista musicale Classic Rock ha nominato Address the Nation come il miglior album del 2012.

## Tracce
1. Breaking the Silence – 4:50 (H.E.A.T)
2. Living On the Run – 4:55 (H.E.A.T, Peter Månsson, Sharon Vaughn)
3. Falling Down – 3:34 (H.E.A.T, Magnus Andreasson)
4. The One And Only – 5:08 (H.E.A.T, Jakke Erixson)
5. Better Off Alone – 4:01 (H.E.A.T)
6. In And Out of Trouble – 4:55 (H.E.A.T, Sharon Vaughn)
7. Need Her – 3:56 (H.E.A.T)
8. Heartbreaker – 3:05 (H.E.A.T)
9. It's All About Tonight – 3:34 (H.E.A.T, Per Aldeheim)
10. Downtown – 4:31 (H.E.A.T)

- L'edizione giapponese contiene la traccia bonus Too Far On the Wild Side.

## Formazione
- Erik Grönwall – voce
- Eric Rivers – chitarre
- Dave Dalone – chitarre
- Jona Tee – tastiera
- Jimmy Jay – basso
- Crash – batteria

## Classifiche
| Classifica (2012) | Posizione massima |
| ----------------- | ----------------- |
| Giappone          | 92                |
| Svezia            | 8                 |
| Svizzera          | 94                |

## Video musicali
- Living On the Run
- It's All About Tonight